# Journal of Alloys and Compounds
Journal of Alloys and Compounds is een internationaal, aan collegiale toetsing onderworpen wetenschappelijk tijdschrift op het gebied van de
fysische chemie en de metallurgie.
De naam wordt in literatuurverwijzingen meestal afgekort tot J. Alloy. Comp.
Het wordt uitgegeven door Elsevier en verschijnt 42 keer per jaar.
Het eerste nummer verscheen in 1991.